# Сбейтла
Сбейтла (араб. سبيطلة) — місто в Тунісі. Входить до складу вілаєту Касерін. Станом на 2004 рік тут проживало 20 253 особи.